# Gustav Adolf Fischer (Politiker)

Gustav Adolf Fischer

Gustav Adolf Fischer (* 9. Dezember 1866 in Chemnitz; † 18. Juli 1925 in Uslar) war ein deutscher Politiker (SPD).

## Leben und Wirken
Gustav Fischer wurde als Sohn eines Schneiders geboren. Nach dem Besuch der Volksschule (1873 bis 1881) erlernte er von 1881 bis 1885 das Buchdruckerhandwerk. Mitte der 1880er Jahre trat Fischer in die Sozialdemokratische Partei Deutschlands ein.
Im Januar 1912 wurde Fischer erstmals Mitglied des Reichstags, dem er anschließend ohne Unterbrechung bis zum Zusammenbruch des Kaiserreiches in der Novemberrevolution von 1918 als Vertreter des Wahlkreises Hannover 9 (Hameln) angehörte.
Während der Revolution wurde Fischer Beigeordneter des Regierungspräsidenten von Hannover. Bald darauf, im Januar 1919, wurde er als Vertreter des Wahlkreises 16 (Hannover-Hildesheim-Lüneburg-Braunschweig) in die Weimarer Nationalversammlung gewählt. Im Januar desselben Jahres wurde er zum kommissarischen Landrat von Neuhaldensleben ernannt. Ein Jahr später, im Juni 1920 wurde Fischer als Abgeordneter in den ersten regulären Reichstag gewählt, in dem er bis zum Mai 1924 den Wahlkreis 18 (Süd-Hannover-Braunschweig) vertrat. 1922 wurde er noch zum Landrat von Uslar ernannt.